# Ендел Аруя
Ендел Аруя (ест. Endel Aruja; 5 липня 1911 — 4 лютого 2008) — естонський фізик, спеціаліст в галузі рентгенівської кристалографії, енциклопедист, бібліотекар та експатрійований активіст.